# Tryfonia
Tryfonia – imię żeńskie pochodzenia greckiego. Wywodzi się od greckiego τρυφη (tryfe), co oznacza "miękkość, łagodność". Patronką jest św. Tryfonia, żona cesarza Decjusza.
Tryfonia imieniny obchodzi 18 października.
Męski odpowiednik: Tryfon. 